# The Song of Freedom
A The Song of Freedom az Exotic együttes negyedik nagylemeze. A lemez 1991-ban jelent meg és olyan slágereket tartalmaz mint a Go-Go Amerika, Hiába provokál és a Szabadságdal. 23 000 példányban kelt el.
Az együttesből kivált két tagot (Vilmányi Gábort és Csík Istvánt) Vámos Zsolt (gitár) és Vermes László (dob) helyettesíti.

## Közreműködők
Exotic együttes:
- Sipos F. Tamás (ének, vokál)
- Vámos Zsolt (gitár)
- Tabár Zoltán (basszusgitár)
- Tabár István (Billentyűs hangszerek, vokál)
- Vermes László (dob)

## Számlista
1. Go-Go Amerika
2. Fekete bestia
3. Tegnap még
4. Párizs repül
5. Emléked bennem él
6. Valami mást
7. Hiába provokál
8. Hét halálos bűn
9. The Song of Freedom (Szabadságdal)

## Slágerlista-helyezések
- MAHASZ Top 40 heti albumlista, legmagasabb helyezés: 12[2]